# دموشيا
قرية دموشيا هي إحدى القرى التابعة لمركز بني سويف في محافظة بني سويف في جمهورية مصر العربية. حسب إحصاءات سنة 2006، بلغ إجمالي السكان في دموشيا 10811 نسمة، منهم 5614 رجل و5197 امرأة.